# She Shan (berg i Kina, Shanghai)
She Shan är ett berg i Kina. Det ligger i storstadsområdet Shanghai, i den östra delen av landet, omkring 32 kilometer sydväst om den centrala stadskärnan. Toppen på She Shan är 4 meter över havet.
Runt She Shan är det mycket tätbefolkat, med 1 018 invånare per kvadratkilometer. Närmaste större samhälle är Jiuting, 15,7 km öster om She Shan. Trakten runt She Shan består till största delen av jordbruksmark.
Genomsnittlig årsnederbörd är 1 436 millimeter. Den regnigaste månaden är augusti, med i genomsnitt 208 mm nederbörd, och den torraste är januari, med 53 mm nederbörd.